# Helen Ward (Sängerin)
Helen Ward (* 19. September 1916 in New York City; † 21. April 1998 in Arlington/Virginia) war eine US-amerikanische Sängerin des Swing.

## Leben und Wirken
Helen Ward war als Sängerin Autodidaktin; von ihrem Vater erhielt sie frühen Klavierunterricht. Nach der Highschoolzeit arbeitete sie unter anderem mit dem Komponisten Burton Lane zusammen. Zu Beginn ihrer Karriere in den 1930er Jahren sang sie in verschiedenen Tanzorchestern. Dazu gehörten die Bands von Nye Mayhew sowie die Sweet-Bands von Eddy Duchin, Eric Madriguera, David Rubinoff und Will Osborne.
Besondere Bekanntheit erlangte sie durch ihre Mitwirkung in der ersten Band von Benny Goodman, der sie von 1934 bis 1936 angehörte. Im Januar 1935 hatte Ward mit dem Goodman-Orchester einen Hit mit Blue Moon, der auf Rang 2 der Hitparade gelangte. Goodman und John Hammond hatten sie ausgewählt, da sie sich auf jenes mittlere bis schnelle 4/4-Tempo spezialisiert hatte, das die Band praktisch immer anwendete. „Sie wirkt mit Viertelnoten und diatonischen Intervallen so sicher, dass es unangenehm klingt, wenn sie etwas anderes singt,“ schrieb Will Friedwald.
Sie verließ die damals regelmäßig auf Tournee gehende Band, weil sie 1937 den Jazz-Impresario Albert Marx heiratete. Sie nahm jedoch weiterhin mit Teddy Wilson, Gene Krupa, Bob Crosby und Joe Sullivan auf. 1941 und erneut 1944 trat sie bei Harry James auf; 1942 bis 1943 gehörte sie Hal McIntyres Orchester an und nahm mit Red Norvos Overseas Spotlite Band auf. In den Jahren 1946 und 1947 war sie als Produzentin von Musiksendungen einer New Yorker Rundfunkstation tätig. In den 1950er Jahren arbeitete sie wieder mit Benny Goodman, mit dem sie ein letztes Mal auf Tournee ging, war aber auch bei Wild Bill Davison und bei Peanuts Hucko tätig. Sie nahm auch Schallplatten mit Larry Clinton und Hucko auf.
Im Jahr 1960 zog sie sich von der Musikszene zurück, hatte aber in den späten 1970er Jahren ein kurzes Comeback. 1979 trat sie in verschiedenen Clubs in New York City auf; 1981 erschien ihr Album The Helen Ward Song Book.

## Rezeption
Der Musikkritiker Will Friedwald bezeichnet Helen Ward aufgrund ihrer Rolle bei Benny Goodman als Vorbild für eine Generation von Bandsängerinnen der 1930er Jahre: „Ihr lebhaftes Auftreten inspirierte nicht nur ihre jüngeren Kolleginnen in den anderen Bands, sondern auch jene, die vor ihr kamen, wie etwa Ivie Anderson, die Sängerin der Ellington-Band.“ Die beiden Sängerinnen, die Helen Ward am meisten verdankten, waren die Song-Stilistinnen Martha Tilton und Edythe Wright, die jedoch nie ernsthafte Konkurrentinnen waren.

## Auswahldiskographie
- The Eddie Condon Floor Show, Vol. 1 (enthält Aufnahmen von Helen Ward with Peanuts Hucko, und Bobby Hackett And His All Stars)
- Roy Eldridge: Heckler´s Hop (Hep, 1936–39)
- Benny Goodman: The Complete Small Combinations, Vol. 1/2 (1935–37, All my life, Too good to be true); Planet Jazz – Benny Goodman (RCA)
- Harry James: 1941 (Classics)
- Gene Krupa: 1935–1938 (Classics)
- Joe Sullivan: 1933–1941 (Classics)
- Teddy Wilson: 1935–1936, 1942–1945 (Classics)